# Гейбель Карл-Георгій-Емілій Георгійович
Гейбель Карл-Георгій-Емілій Георгійович (25 вересня 1839 — після 12 травня 1912, Київ, Російська імперія) — лікар і фармаколог, професор і декан медичного факультету Київського університету.

## Біографія
Народився в сім'ї Георга Бернгарда Гейбеля (1809-1846), повітового лікаря, та його дружини Емілії, з дому Мартинсен. Мав старшого брата, Євгена Августа (1837-1888), редактора газети.
У 1856 році Гейбель закінчив гімназію в Дерпті та поступив на медичний факультет Дерптського університету. Тут його вчителями були Рудольф Бухгайм та Карл Вільгельм фон Купффер. 1861 року він закінчив навчання та залишився готувати дисертацію доктора медицини. 1865 року тут він здобув ступінь доктора медицини під керівництвом Бухгайма.
У 1865 року він переїхав до Києва, де був призначений приват-доцентом на кафедрі загальної терапії та фармакології медичного факультету Київського університету.
У 1870 році був у відрядженні в німецьких лабораторіях. За результатами його досліджень 1871 року в Берліні вийшла стаття «Патогенез і симптоми хронічного отруєння свинцем» (нім. Pathogenese und Symptome der chronischen bleivergiftung). У 1872 році Гейбель знову був у відрядженні до Німеччини. У 1877 році він відвідав лабораторії та підприємства Берліна, Ерлангена, Страсбурга для покращення обладнання фармакологічної лабораторії. У 1889 році та на літніх канікулах 1891 року він знову відвідував Німеччину, Францію та Австро-Угорщину з метою вивчення їхніх фармакологічних лабораторій та хімічних підприємств..

## Родина
Був одружений з Юлію Федорівною Вільде (Юліаною Шарлоттою Геленою Кароліною Вільде, 1841-1938). Вони мали двох синів: Конрада-Теодора (1867-1934), професора машинобудування та Віктора (1879-?), електроінженера.